# Даваєв Гаря Даваєвич
Гаря Даваєвич Даваєв (калм. Даван Һәрә, 1913, хотон Ганганур, Ікіцохурівській улус (нині Яшкульський район, Калмикія), Астраханська губернія, Російська імперія — 1943, Калмицька АРСР, РРФСР) — калмицький поет, перекладач.

## Біографія
Гаря Даваєв народився в 1913 році в бідній калмицькій сім'ї. Не закінчивши середню освіту, Гаря Даваєв пішов на роботу набірником в друкарню в Елісті та працював кореспондентом в газеті «Улан баһчуд».
У 1934 році був прийнятий в члени Спілки письменників СРСР.
У 1937 році Гаря Даваєв був заарештований і репресований як ворог народу.

## Творчість
У 1930 році Гаря Даваєв в газеті «Улан баһчуд» опублікував свій перший вірш «З Червоною Армією». У 1932 році він випустив першу збірку своїх віршів.
Гаря Даваєв займався поетичними перекладами творів Олександра Пушкіна, С. Маршака. У 1937 році Гаря Даваєв завершив поетичний переклад на калмицьку мову поеми О. С. Пушкіна «Євгеній Онєгін». Частина цього перекладу була опублікована в 1937 році в калмицькому літературному альманасі «Рост». Повний рукопис перекладу «Євгенія Онєгіна» не зберігся через арешт Гарі Даваєва в 1937 році.

### Твори
- За соціалізм. Вірші, 1932 р
- Алтма. Поема, 1935 р